# Округ Крофорд (Илиноис)
Округ Крофорд (енгл. Crawford County) је округ у америчкој савезној држави Илиноис.

## Демографија
По попису из 2010. године број становника је 19.817, што је 635 (-3,1%) становника мање 2000. године.
| Група             | 2000.          | 2010.          |
| Белци             | 18.925 (92,5%) | 18.216 (91,9%) |
| Афроамериканци    | 927 (4,5%)     | 934 (4,7%)     |
| Азијати           | 71 (0,3%)      | 103 (0,5%)     |
| Хиспаноамериканци | 351 (1,7%)     | 362 (1,8%)     |
| Укупно            | 20.452         | 19.817         |